# لينج-تمكو-فاوت
لينج-تمكو-فاوت (بالإنجليزية: Ling-Temco-Vought) كانت شركة أم من الولايات المتحدة أعلنت إفلاسها. عملت الشركة في عدة صناعات، منها صناعة الطائرات والفولاذ. تعود تاريخ الشركة إلى عام 1947 حينما أسس جايمس لينج شركة لينج الكهربائية المعروفة بلينج إيلكتريك كومبني. بدأت الشركة في استحواذ شركات في عدة مجالات لتصبح لينج-تمكو-فاوت وفي عام 1969 وصل إجمالي مبيعات الشركة إلى 2.7$ مليار.

## التاريخ

### الإفلاس
في يوليو 1986، أعلنت لينج-تمكو-فاوت إفلاسها وقدمت بياناتها المالية التي ضمت أصول بقيمة 6.14 مليار دولار وديون بقيمة 4.59 مليار دولار، وكان هذا وقتذاك هو إشهار الإفلاس الأكبر في تاريخ الولايات المتحدة. وظلت الشركة في وضع إشهار الإفلاس حتى 28 يونيو 1993 عندما عادت إلى عملها. وفي عام 1999 استحوذت على شركة كوبرويلد الواقعة في بيتسبرغ، بينسلفانيا. لكن في 29 ديسمبر 2000، أعلنت الشركة إفلاسها للمرة الثانية، وتم حلّ لشركة في 18 ديسمبر 2001، واستحوذ المستثمر ويلبر روس على أصول الشركة ودمجها مع شركة حديد ويرتون لتشكيل شركة جديدة باسم المجموعة العالمية للحديد (ISG).

## النماذج المصنعة

### الطائرات
- LTV A-7 Corsair II
  - Vought YA-7F
- LTV XC-142
- LTV L450F
- Vought Model 1600

### الصواريخ
- ام جي ام-52 لانس
- أي إس إم-135 أسات
- Vought HVM
- إم جي إم-140 أتاكمز